# Macaron d'Amiens
Pour les articles homonymes, voir Macaron (homonymie).
Le macaron d'Amiens est une spécialité culinaire à base de pâte d'amande, d'œufs et de miel (parfois additionnée de confiture d'abricot, d'extraits de vanille) dont la renommée remonte au XVIe siècle.

## Histoire
Le macaron devint une spécialité culinaire de la ville d'Amiens dès le XVIe siècle.
Le macaron d’Amiens connaît aujourd'hui un grand succès en France, comme en témoigne le Grand Prix de France des Spécialités régionales obtenu en 1992, lors du Salon international de la Confiserie.

## Caractéristiques
Ces douceurs d’Amiens n'ont pas la consistance des macarons traditionnels faits à base de meringue ; ils ressemblent plutôt à des palets bretons dans la forme.
Plusieurs confiseries amiénoises et des environs perpétuent cette recette traditionnelle.

## Ingrédients
- Amandes brutes ;
- Sucre semoule ;
- Miel de tilleul ;
- Marmelade d'abricot ;
- Blanc d'œuf ;
- Vanille ;
- gelée d'abricot ou de pomme ;
- essence d'amande amère ou liqueur d'amandes amères[2],[3].